# ویشنگو (شهرستان شدلتسه)
ویشنگو (به لاتین: Wiśniew) یک روستا در لهستان است که در گمینا ویشنگو واقع شده‌است. ویشنگو ۸۷۰ نفر جمعیت دارد.